# ビオグラドスカー・ゴラ
ビオグラドスカー・ゴラ（セルビア語: Биоградска Гора, Biogradska Gora, 発音: [bîoɡradskaː ɡǒra]）は、モンテネグロにある森林で、同国の国立公園で国際連合教育科学文化機関認定の生物圏保護区の一部である。山腹の原生林や氷河湖等の景観が見られる地域である。

## 位置
ビェラシツァ山脈に位置しており、河川で言うとタラ川とリム川に挟まれた土地である。行政的にはコラシンに所属している。モンテネグロ国内の国立公園では最も北東にあり、また面積も最小の54 km²である。
アクセスとしては、自動車で高速道路E65号線から来る方法か、ポドゴリツァかビイェロ・ポリェからバスで来る方法が一般的である。ビジターセンターやハイキング用の道、キャンプ場、レストラン等の観光客向けの設備は一通り揃っている。観光目的としてもハイキング、マウンテンバイク、水泳、釣り、四輪車での探索など多様である。また、公園入口とビオグラード湖を結ぶ3.5kmの観光列車が走っており、湖ではボートあるいは自転車を借りることが出来る。

## 歴史

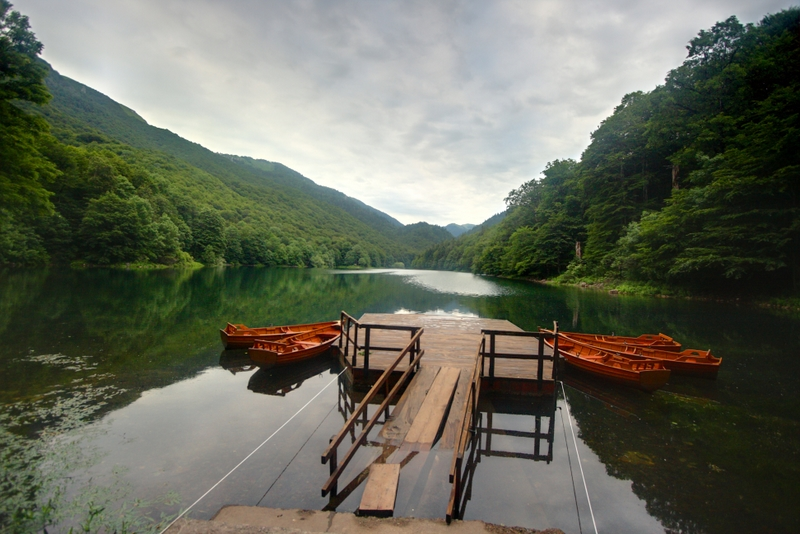
ビオグラード湖

1878年にオスマン帝国からコラシンが解放されるとニコラ1世の所有地となった。その後ブラニク・クラリャ・ニコレとして保全された。
1952年にユーゴスラビア国立公園に認定された。1977年に国連の生物圏保護区に認定された。
昨今では一般にも開放されており、夏には避暑を求める観光客がやってくる。

## 国立公園

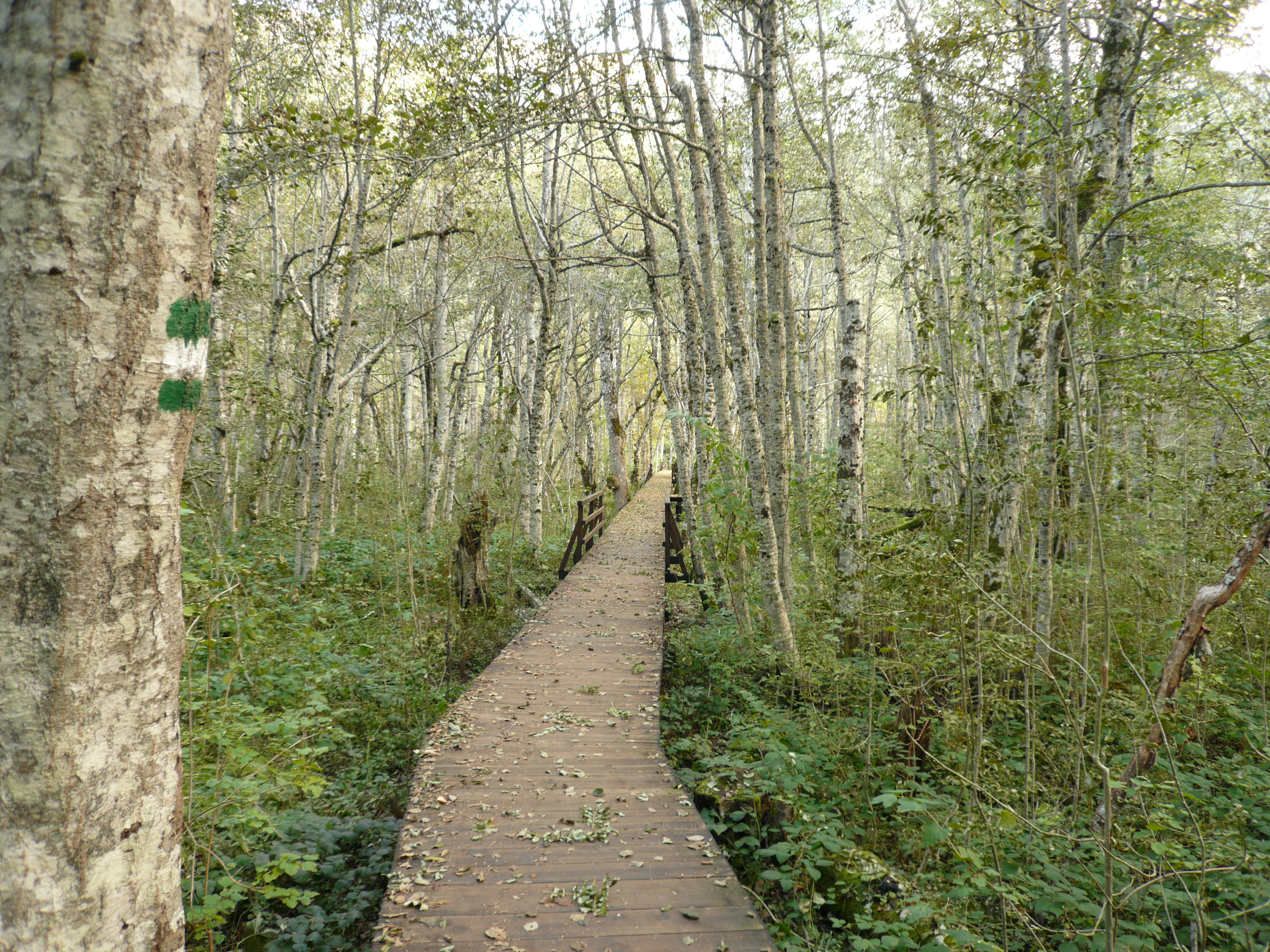
池の周りの歩道

この国立公園の構成としては、最大で2000mを超える山とその山腹に位置する原生林、そして6つの氷河湖である。6つのうち5つは標高1820mの高地に位置しておりアクセスに苦労するものの、ビオグラード湖だけは公園入口近くに所在している。
川の速い流れ、緑の草原、澄んだ湖に映る数百年の森があり、地形学的にも特筆すべき場所である。またこの地域の建築物自体も伝統的な様式で建てられており、歩道からも原生林に隣接して見ることが出来る。

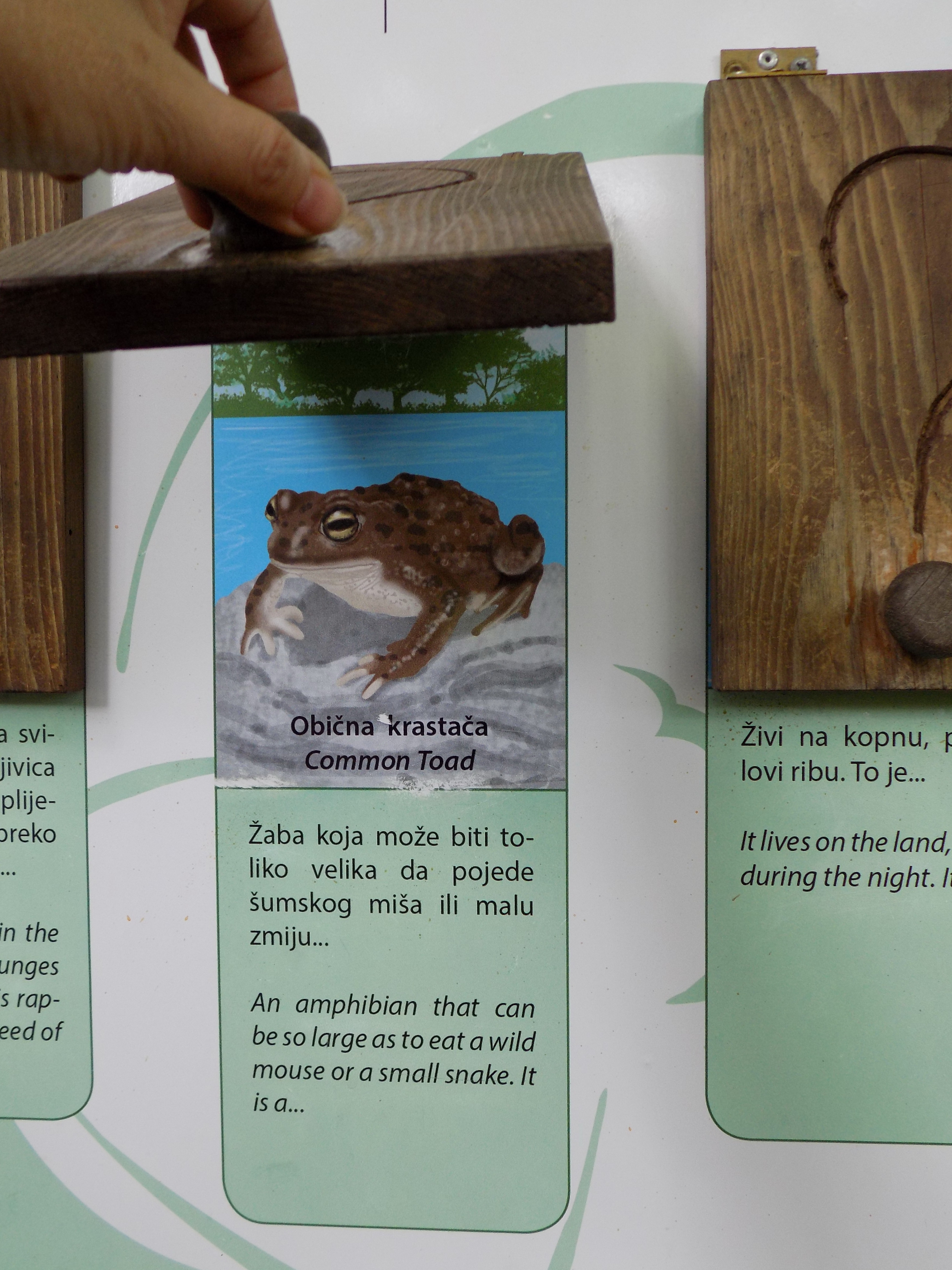
説明板

国立公園としての面積は狭いものの、動植物は多様である。草花が220種、樹木が86種、鳥類が150種、哺乳類が10種、虫が350種確認されている。水中ではマスが3種見られる。年間降水量は2500mmに迫り、この多雨が森を育てている。
この国立公園の特徴は原生林であり、樹齢は500年に達する木々が生えている。その中心地はビオグラード湖であり、この湖の周りにはヨーロッパブナ、セイヨウカジカエデ、セイヨウトネリコの三種がよく見られる。
国際連合教育科学文化機関はこの地を重要植物群落、重要真菌集落、重要鳥類集落に指定しており、以下のように見解を出している。
この地に原住した動植物が現在でも多数残っており、それらによって生態系が成立している土地である。（中略）非常に多くの種が存在し、それらが多様な生態系を生み出していることによって興味深い土地になっている。その多様性はバルカン半島のみならずヨーロッパでも有数であり（中略）ヨーロッパでは数えるほどしか残っていない原生林の一つである。